# Manzanillo
19°3′3.3192″N 104°18′54.670″V / 19.050922000°N 104.31518611°V
Manzanillo er en by i den mexikanske delstat Colima. Det er både en vigtig havneby og en vigtig turistby i distriktet, og er administrativt center for kommunen Manzanillo. Folketællinger fra 2005 viser et indbyggertal på 110 728 i byen.